# Ileana
Ileana là một xã thuộc hạt Călărași, România. Dân số thời điểm năm 2002 là 3857 người.